# Kraftwerk Witznau
Das Kraftwerk Witznau ist ein Pumpspeicherkraftwerk und stellt die Mittelstufe der aus drei Kraftwerken bestehenden Schluchseewerksgruppe der Schluchseewerke dar. Es liegt kurz vor der Mündung des Schwarzatals in das Schlüchttal bei Witznau, einem Ortsteil von Ühlingen-Birkendorf, im Südschwarzwald. Mit 220 MW Erzeuger- und 128 MW Pumpleistung ist es das größte der drei Kraftwerke innerhalb der Werksgruppe Schluchsee.
Das Kraftwerk ist unmittelbar unterhalb der Witznautalsperre angeordnet und bildet mit dieser eine Einheit. Über einen 9255 m langen Druckstollen werden im Generatorbetrieb 133 Kubikmeter Wasser pro Sekunde aus dem 250 m höher gelegenen Schwarzabecken zugeführt, die dann in das als Unterbecken dienende Witznaubecken fließen. Im Pumpbetrieb werden pro Sekunde 40 Kubikmeter Wasser zurück in das Schwarzabecken gefördert. Das Witznaubecken ist für das Kraftwerk Witznau das Unterbecken und zugleich das Oberbecken für das Kraftwerkes Waldshut.
Das Kraftwerk verfügt über vier ternäre Maschinensätze mit stehenden Wellen. Der Antrieb der mit Pressluft entleerten Pumpen erfolgt durch ein Peltonrad bis zum Synchronismus, dann greift eine Zahnkupplung zwischen der Antriebswelle und der Pumpenwelle ein. Die Turbinenspirale wird ebenfalls durch Pressluft entleert. Die Freiluft-Schaltanlagen sind auf der Sperrkrone angebracht.